# Marcia DeBonis
Marcia DeBonis, född 4 juni 1960 i USA, är en amerikansk skådespelare. Hon är bland annat känd för filmerna Truman Show, Letters to Juliet och 13 snart 30.

## Filmografi i urval

### Filmer
- 1992 - Här är mitt liv
- 1996 - Bakom stängda dörrar
- 1997 - Djävulens advokat
- 1998 - Truman Show
- 1999 - Den sanna historien om familjen Partridge
- 2004 - 13 snart 30
- 2005 - Uppgörelsen - 12 and Holding
- 2009 - Bröllopsduellen
- 2010 - Letters to Juliet
- 2012 - The Dictator
- 2016 - Sully

### TV-serier
- 1994 - I lagens namn
- 1997 - Spin City
- 2000 - Deadline
- 2008-2009 - Lipstick Jungle
- 2011 - Simma lugnt, Larry!
- 2013-2014 - Wallflowers